# Приливы туда-сюда
«Приливы туда-сюда» — мультипликационный фильм режиссёра Ивана Максимова, 2010.  Заключительный фильм из трилогии «Сожительство с капризной природой» продолжает тему, которая прозвучала в фильмах «Ветер вдоль берега» и «Дождь сверху вниз». Странные, забавные, абсурдные, но такие милые и трогательные обитатели придуманного Максимовым мира сталкиваются с новым природным явлением — приливами и отливами. Этот цикл кто-то называет буддистским, кто-то даосским, однако все неизменно считают вершиной творчества режиссёра.
Некоммерческая организация Фонд социально-культурных программ «Губерния».

## Сюжет
Две деревушки, населённые странными существами, стоят на берегу моря. Если в одной из них засуха, то в другой чуть ли не наводнение. Главная героиня мультфильма — капризная погода.

## Создатели
- режиссёр — Иван Максимов
- сценарист — Иван Максимов
- художник-постановщик — Иван Максимов
- аниматоры — Татьяна Яцына, Ольга Александрова, Роман Ефремов
- продюсер — Александр Герасимов
- звукорежиссёр — Вадим Круглов

## Саундтрек
- Durga, группа Safety Magic
- Canto de pilon, группа Sambateria, солист Роман Мирошниченко (гитара), Елена Калиберда (вокал).

## Фестивали и награды
- 2011 — фильм участвовал в конкурсной программе фестиваля Суздаль.
- 2011 — специальный приз «За непотопляемое чувство юмора» анимационного фестиваля «Крок».[2]
- 2011 — лучший анимационный фильм на San Giò Verona Video Festival
- 2011 — Eksjö animation festival (Швеция)[3]
- 2011 — единственный «русский» мультфильм Берлинаре .[4]